# Schwaderloch
Schwaderloch é uma comuna da Suíça, situada no distrito de Laufenburg, no cantão de Argóvia. Tem 2,77 km² de área e sua população em 2018 foi estimada em 672 habitantes.